# Hallatrow
Hallatrow – osada w Anglii, w hrabstwie Somerset, w dystrykcie (unitary authority) Bath and North East Somerset. Leży 13 km od miasta Bath, 51,9 km od miasta Taunton i 171,4 km od Londynu. W 2016 miejscowość liczyła 535 mieszkańców. Hallatrow jest wspomniane w Domesday Book (1086) jako Helgetrau/Helegetriueia.